# Prónay család
A tótprónai és blatnicai báró vagy nemes Prónay család Turóc vármegye legrégebbi nemes családjainak egyike.

## Története
A család első ismert őse Rechk, aki IV. Béla királlyal egyidőben élt, 1279-ben kapta Tót-próna községet. Ezen birtokukra Rechk két fia, Pál és Serefel 1293-ban adománylevelet is kaptak III. András királytól. A család ettől kezdve folyamatosan virágzik, korábban csak vármegyei, majd országos tisztségeket is viseltek a Prónayak. Régóta pártfogói a tudományoknak. Egy későbbi leszármazott, Mátyás, I. Ferdinánd korában élt, Turóc vármegye jegyzője volt, aki testvérével együtt nemesi oklevelet kapott. A családban később több katonatiszt, alispán, főispán és egyéb magas rangú tisztviselő is volt, valamint a Magyarországi Evangélikus Egyház több egyházkerületi és egyetemes felügyelője.

## Jelentősebb családtagok
- Prónay László (1735-1808)
- Prónay Gábor (főispán) (1748-1811)
- Prónay Sándor (1760-1839)
- Prónay János (1790-1844)
- Prónay Albert (1801-1867)
- Prónay Gábor (politikus) (1812-1875)
- Prónay József (1821-1884)
- Prónay Dezső (1848-1940)
- Prónay Pál (1874-1946?)
- Prónay György (1887-1968)
- Prónay Mária[1]
- Prónay Tamás (2002-)
- Prónay Zalán Péter (2010-)
- Prónay Váradi György (2010-)

## Kastélyaik

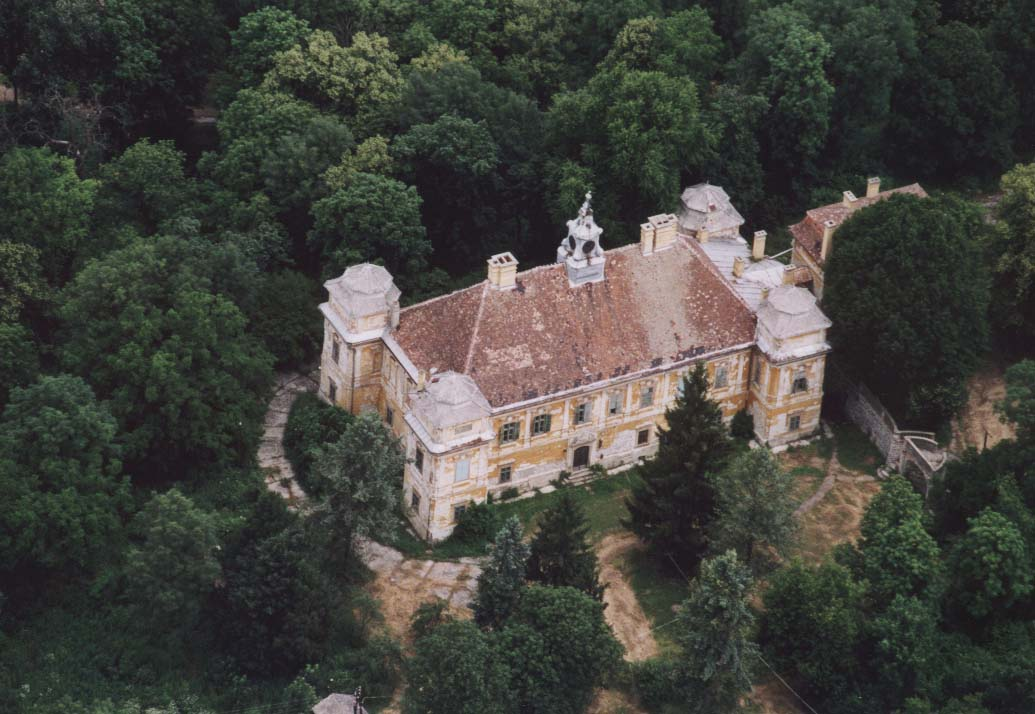
Az acsai Prónay-kastély
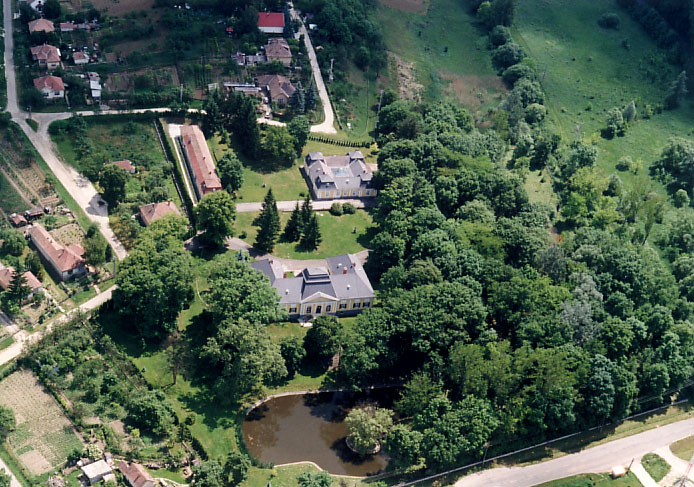
Az alsópetényi Prónay-kastély
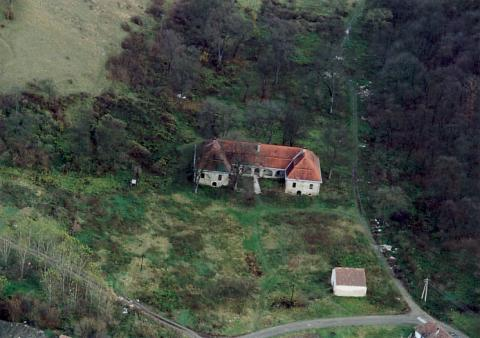
A karancssági Kubinyi-Prónay-kastély